# CP Urbanos de Lisboa
CP Urbanos de Lisboa es una unidad de negocios de Comboios de Portugal, empresa pública portuguesa de ferrocarril, orientada a la prestación de servicios suburbanos de pasajeros en el área de la Gran Lisboa.

## Historia
El 6 de noviembre de 1997 el Consejo de Administración de CP aprobó una nueva reorganización de la empresa con una lógica de gestión empresarial para responder a los desafíos del mercado de transporte, constituyendo Unidades de Negocio organizadas en función de los diferentes segmentos de mercado, con autonomía de gestión. Nacieron así, entre otras, la USGL-Unidade de Suburbanos da Grande Lisboa y la USGP-Unidade de Suburbanos do Grande Porto, asumiendo estas dos especial relevancia, en tanto que el transporte urbano representa cerca de 80% del total de pasajeros de CP.

## Flota
- Serie 2300/2400 de Sorefame y de Siemens.
- Serie 3150 de Alstom y de Sorefame.
- Serie 3500 de CAF y de Alstom.

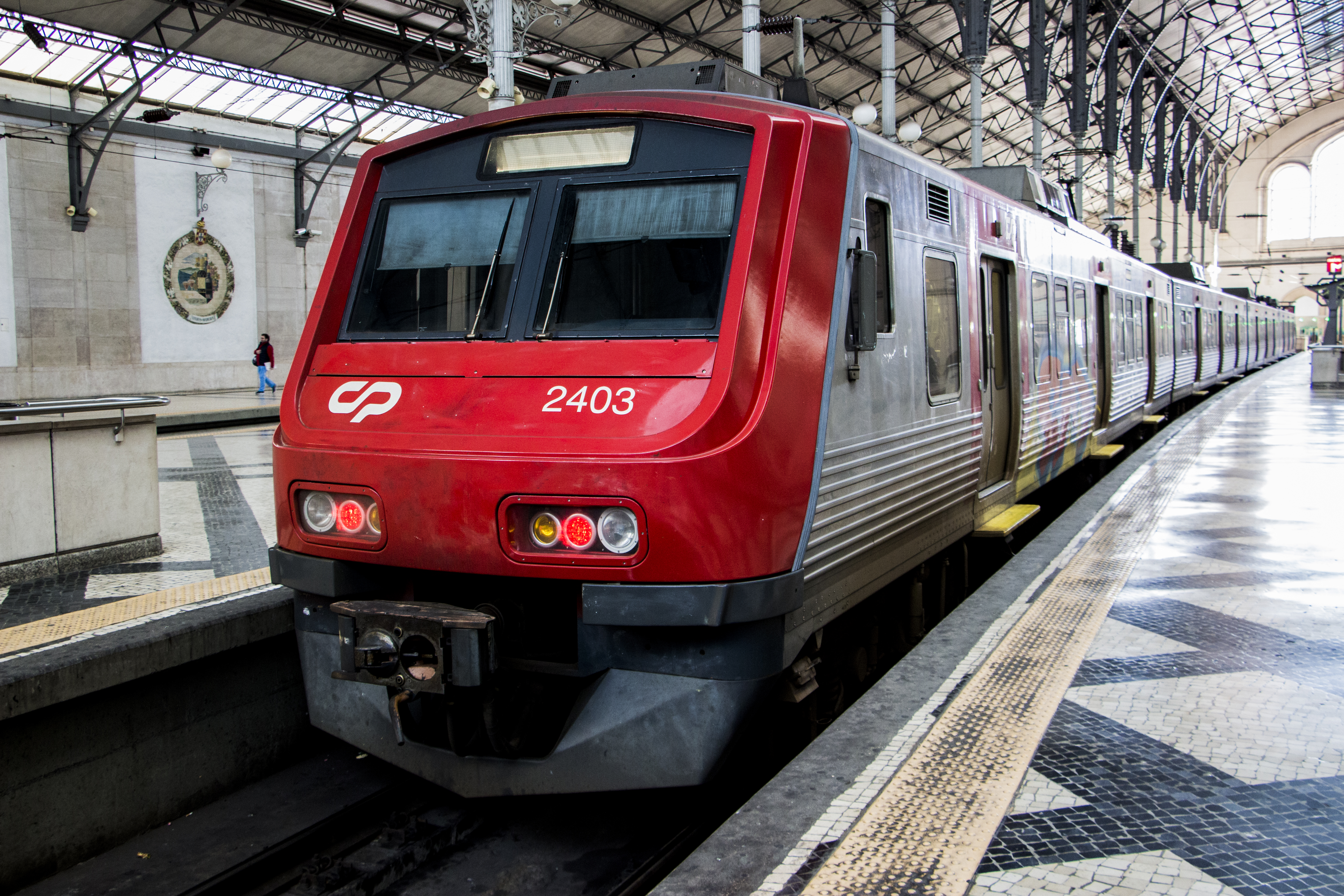
Serie 2300/2400
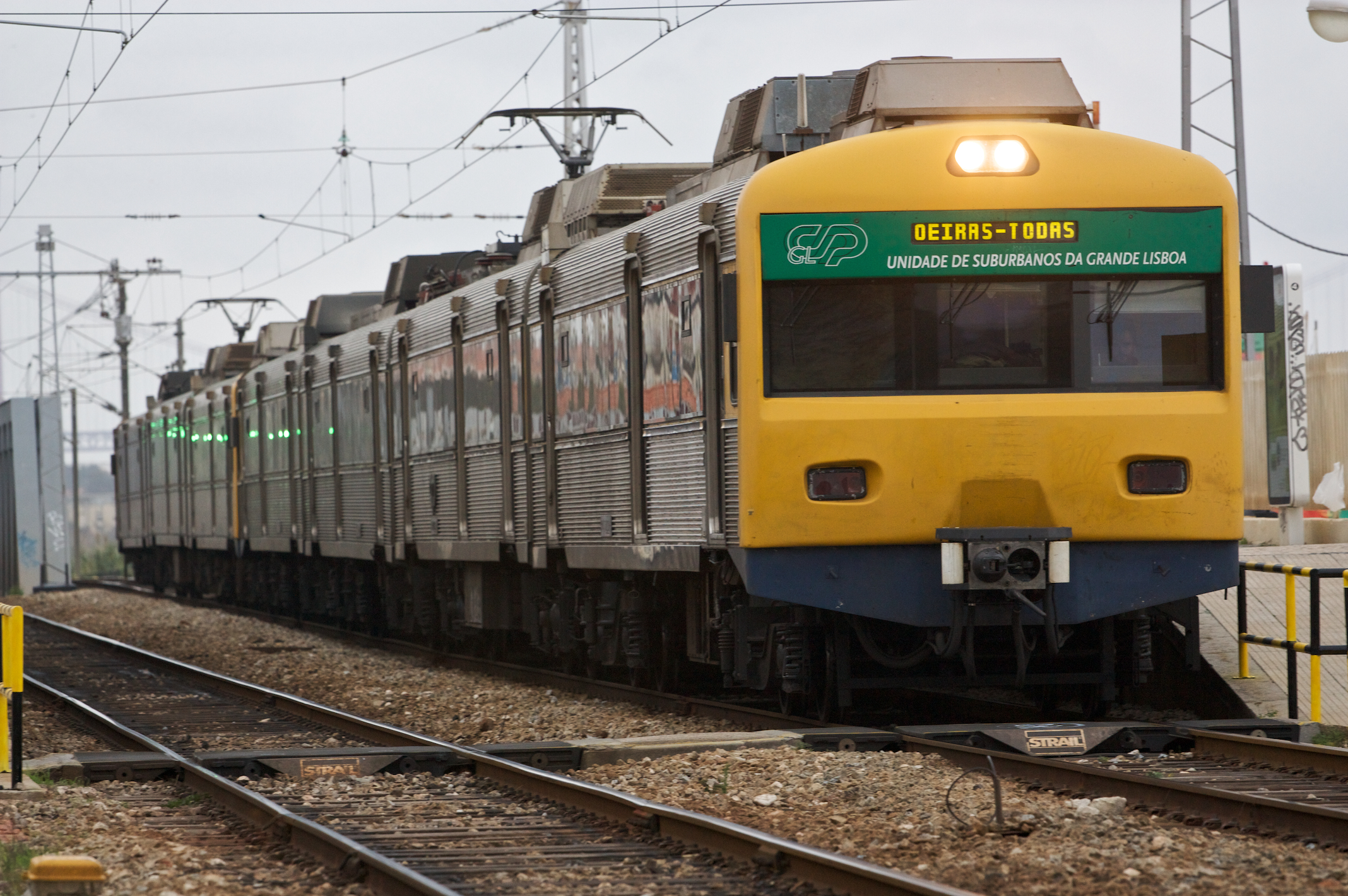
Serie 3150
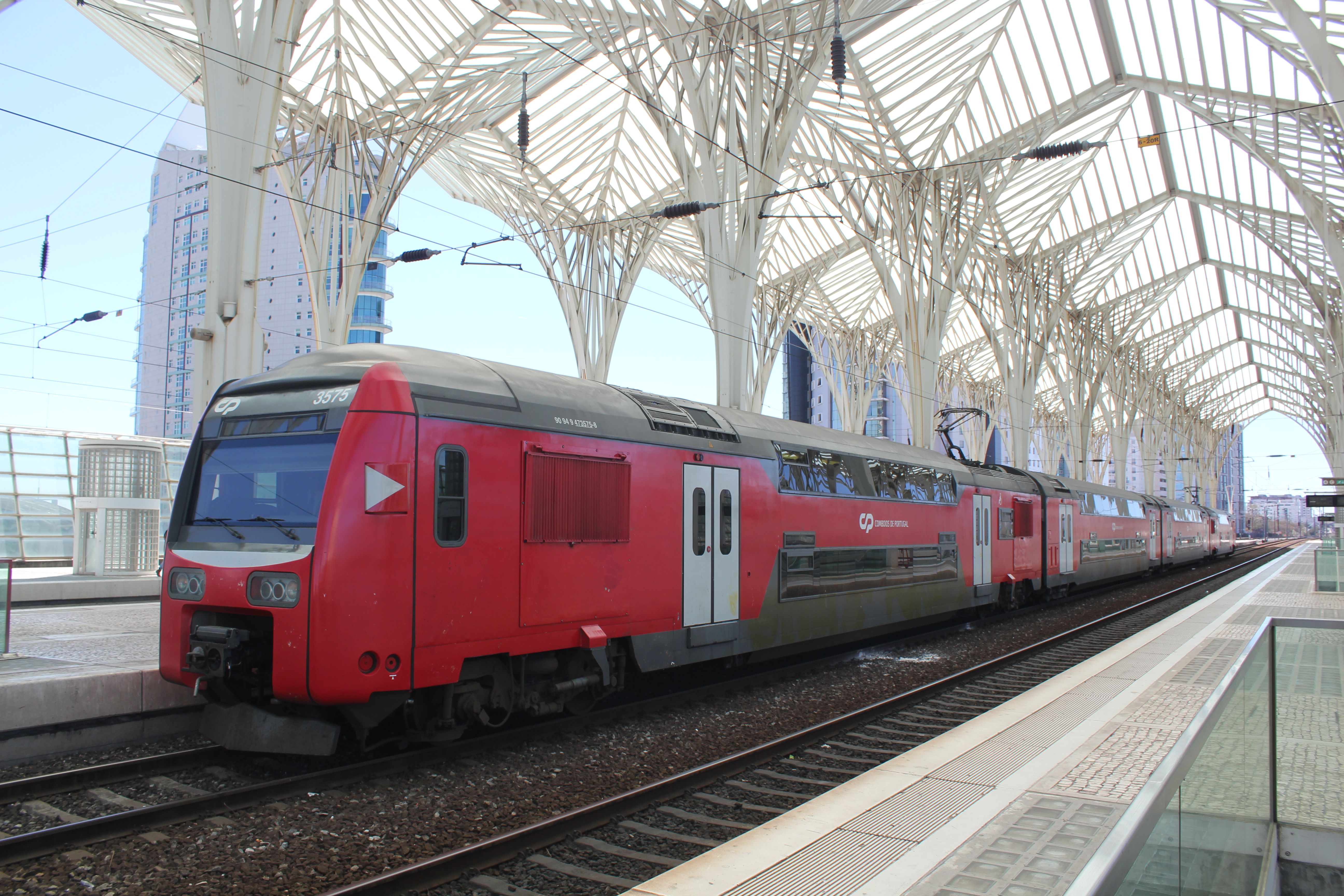
Serie 3500

## Líneas
La red de CP Urbanos de Lisboa está constituida por cuatro líneas:
| Servicios | Líneas utilizadas                                                                                |
| Línea de Azambuja - Santa Apolónia ↔ Azambuja - Alcântara-Terra ↔ Castanheira do Ribatejo - Alcântara-Terra ↔ Azambuja | Línea de Cintura y parte de la línea del Norte.                                                  |
| Línea de Cascais - Cais do Sodré ↔ Cascais - Cais do Sodré ↔ Cascais - Cais do Sodré ↔ Oeiras                          |                                                                                                  |
| Línea de Sintra - Sintra ↔ Rossio - Sintra ↔ Oriente - Sintra ↔ Alverca - Mira Sintra-Meleças ↔ Rossio                 | Línea de Sintra, y partes de la línea del Norte, de la línea de Cintura y de la línea del Oeste. |
| Línea del Sado - Barreiro ↔ Praias do Sado-A                                                                           | Partes de la línea de Alentejo y de la línea del Sur.                                            |